# Hyaloderma
Hyaloderma — рід грибів. Назва вперше опублікована 1884 року.